# 第41教育飛行隊 (航空自衛隊)
第41教育飛行隊（だい41きょういくひこうたい、JASDF 41st Flight Training Squadron）は、航空自衛隊航空教育集団第1航空団隷下の飛行訓練部隊。1995年（平成07年）に美保基地で新編され、T-400による輸送機及び救難機操縦者の基本操縦課程の教育を行っている。

## 概要
1994年（平成06年）2月16日にT-400練習機初号機が航空自衛隊に納入され、同年7月28日に美保基地で臨時第41教育飛行隊が編成された。1995年（平成07年）6月1日に第41教育飛行隊として編成完結した。
第41教育飛行隊は、静浜基地の第11飛行教育団か防府北基地の第12飛行教育団でのT-7練習機による初級操縦課程修了後の輸送機及び救難機コースの基本操縦課程を担当し、約12ヶ月の教育を行う。
航空自衛隊では、輸送機及び救難機操縦者の一貫した教育体制が整備されていないことから、第41教育飛行隊を航空教育集団第1航空団隷下へ異動し、2020年度（令和2年度）に美保基地から浜松基地への移動を計画していたが、移動は2021年度（令和3年度）に先送りとなった。準備が整ったことから2021年10月29日に浜松基地に移動した。
第3輸送航空隊隷下時の部隊マークは、ハヤブサのシルエットを背景に「41」の文字をモチーフとしたものになっていた。

## 沿革
- 1994年（平成06年）7月28日 - 美保基地において臨時第41教育飛行隊編成[1]
- 1995年（平成07年）6月1日 - 臨時第41教育飛行隊が第41教育飛行隊に改編し、編成完結式[1]。
- 2007年（平成19年）7月6日 - 美保基地北東の訓練空域で編隊飛行訓練中、T-400練習機同士の空中接触事故が発生[12]。
- 2017年（平成29年）12月2日 - 浜松基地において部隊移転計画の地元理解を得るためのデモ飛行実施[5]。
- 2021年（令和3年）10月29日 - 美保基地から浜松基地に移動し、第1航空団隷下に編入[8][9]。

## 歴代運用機
- 練習機
  - T-400（1995年～）